# 北島大
北島 大(きたじま ひろし、1985年9月21日 - ）は、元ラグビーユニオン選手。

## 略歴
報徳学園高校卒業後、法政大学 に進む。
2008年、NTTドコモ関西に加入。同年、チーム名がNTTドコモレッドハリケーンズになる。
2023年5月、コリアスーパーラグビーリーグのポスコ建設にプレイングコーチとして派遣された。
2025年5月、レッドハリケーンズ大阪を退団、選手引退をした。